# ترينت باريتا
غريغوري «غريغ» ماراسيزولو (بالإنجليزية: Trent Barreta)‏ , (ولد في 30 مارس 1987), مصارع أمريكي محترف، كان معروف سابقا في وقته في الدبليو دبليو إي تحت أسم ترينت باريتا , وأيضا معروف بأسماء (ترينت) و (باريتا) وغيرها، وفي فترة ما بين أغسطس 2007 حتى يناير 2008 , خاض باريتا عدة مباريات في الدبليودبليو إي تحت أسم غريغ كاردونا، وبعدها ذهب يصارع في عرض فلوريدا شامبيون شيب ريسلنغ تحت أسم غريغ جاكسون وتغير أسمه لاحقا إلى ترينت باريتا، وقد أرتدى قناع، وكان في فريق مع كايلن كروفت وتمكنوا من الفوز على تايلر ريكس وفازوا ببطولة أف سي دبليو للفرق الثنائية، ولكن بعدها بفترة خسروا الأحزمة، وتمكن هوكينز وكروفت من الفوز على ذا روتاندروز (براي وايت، بو دالاس), وبعدها ذهب إلى أي سي دبليو تحت أسم ترينت باريتا، وبقي مع كايلن كروفت ودخلوا في عدأ مع يوشي تاتسو وجولداست ولكنهم خسروا، وبعد أنتهاء أي سي دبليو ذهب كروفت وباريتا إلى عرض سماك داون، وضهروا في 19 فبراير 2010 خسروا ضد فريق كرايم تايم، وبعدها دخلوا في عدأ مع ذا هارتي داينستي ولم يحققوا الفوز في إي مواجهة، وأستخدمو أسم ذا دوود بوستيرس، ودخلوا في عدأ مع فينس ارشار وكورت هوكينز، وتمكنوا من الفوز عليهم في عرض سوبرستارز بيوم 26 أغسطس 2010 

و في 19 نوفمبر 2010 أنتهى عقد كروفت مع الدبليو دبليو إي ليصبح باريتا وحده وبدأ يضهر في عرض سوبرستارز وعرض سماك داون، وأكمل باريتا عدأه مع هوكينز صديق أرشار السابق إلذي قد تم أنتهاء عقده مع كروفت ودخلوا في عدة مباريات، وبعدها دخل في عدأ مع درو ماكنتاير وفي 14 يناير تمكن من تحقيق فوز كبير على ماكنتاير وكان أول فوز له في المنافسات الفردية منذ أنفصاله من كروفت 

و بعدها أستخدم باريتا كنجم موهبة وخسر ضد كل من كودي رودز، جاك سواجر، تايلر ريكس، تيد ديبياسي، ويد باريت، هيث سلايتر وجيندر ماهال، وبعدها دخل في عدأ طويل مع تايسون كيد حيث خسر خمس مباريات ضد كيد، وتمكن من تحقيق الفوز على كيد عندما أتحد مع ذا أوسو وهزموا كيد وهيث سلايتر وجاستين غابريل، وبعدها تمكن اخيرا بريتا من الفوز على كيد في عرض أن أكس تي وبعدها أتحد مع تاتسو وتمكنوا من الفوز على هوكينز وتايلر ريكس بعد عدأ، وفي 11 يناير 2013 أعلنت الدليو دبليو إي عن أنتهاء عقد باريتا ولكنه أستمر في مسيرته في المصارعة بأحادات أخرى منها أندديبيندت سيركويت وتوتل نونستوب أكشن ريسلنغ ونيو جابان ريسلنغ، ورينغ أوف أونير.

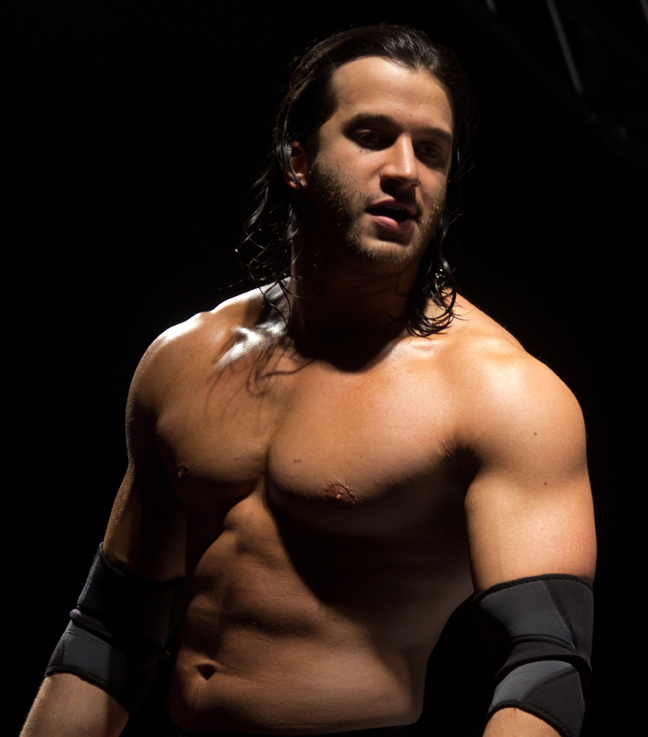
باريتا في 7 يناير 2012

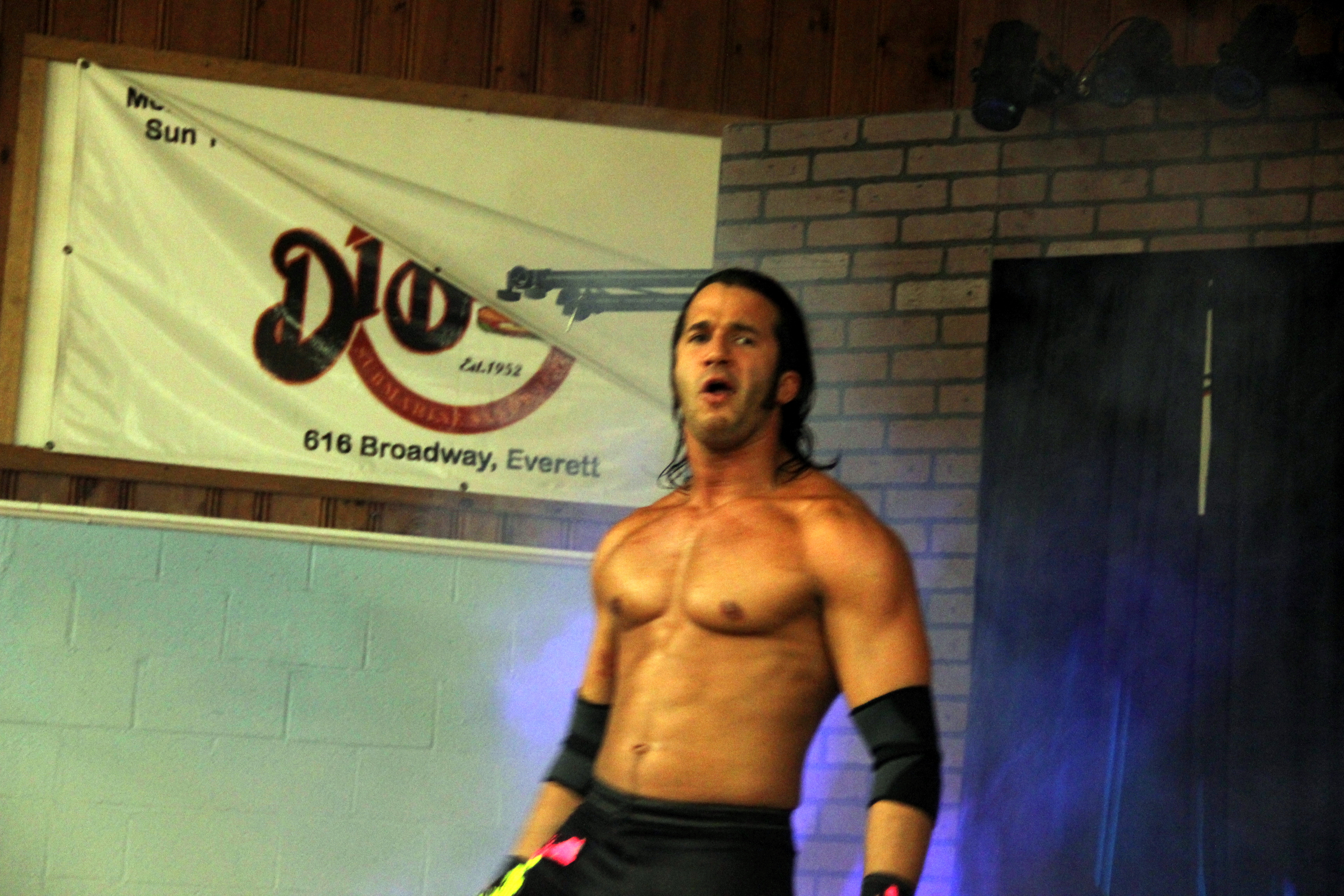
باريتا في 2013

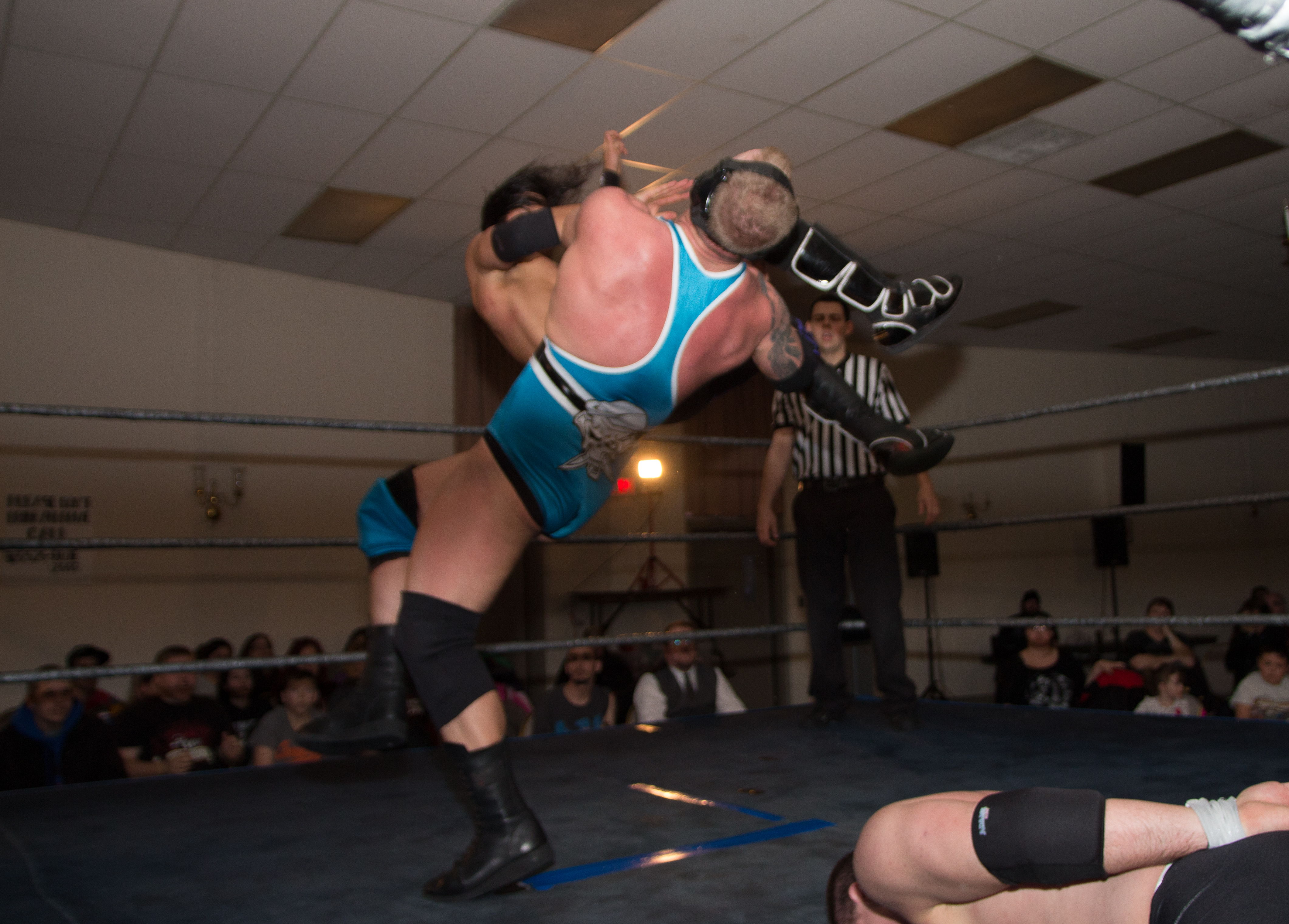
باريتا ينفذ غودباستر

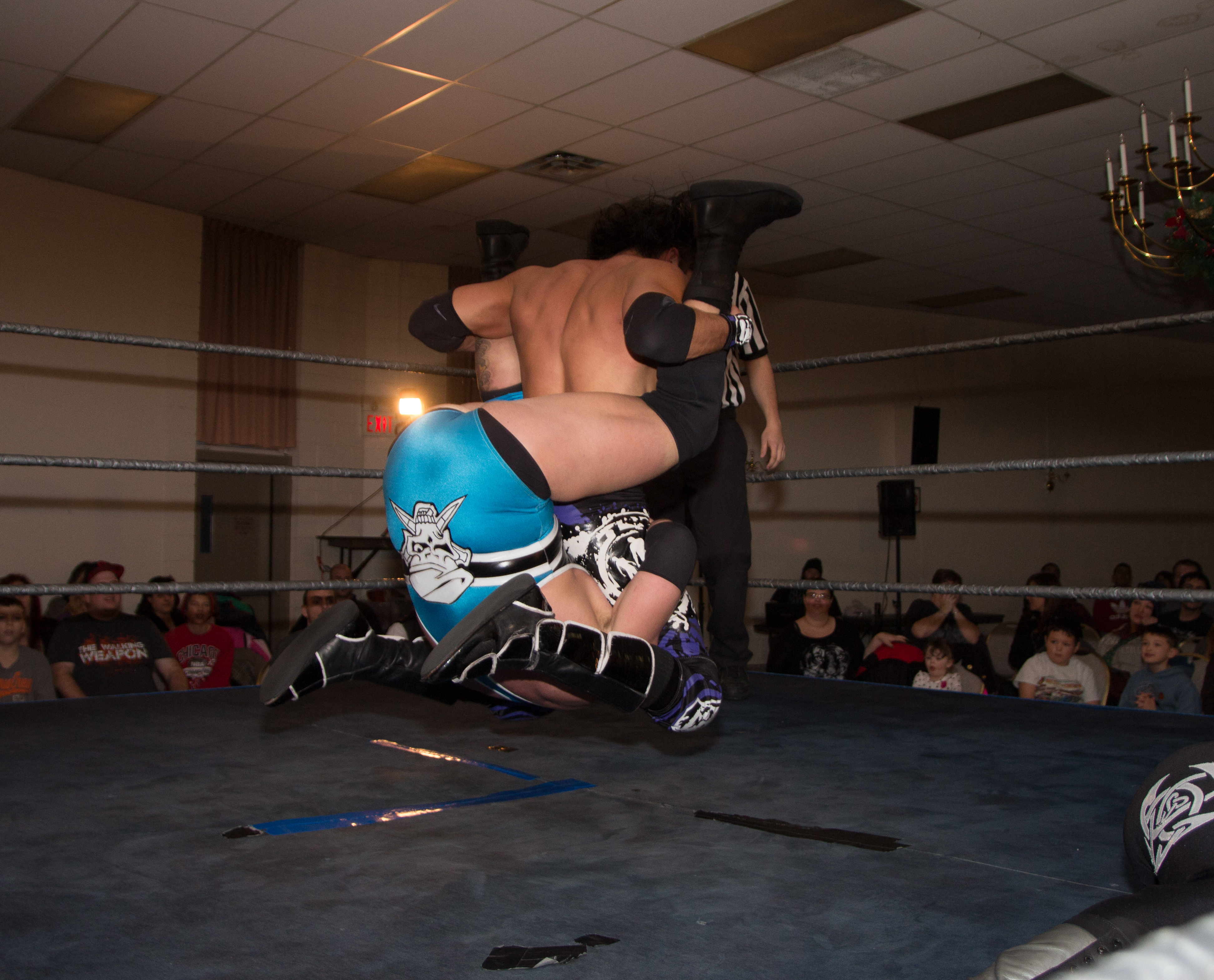
باريتا يهاجم

## روابط خارجية
- ترينت باريتا على موقع IMDb (الإنجليزية)
- ترينت باريتا على موقع قاعدة بيانات الفيلم (الإنجليزية)
- ترينت باريتا على موقع WrestlingData.com (الإنجليزية)
- ترينت باريتا على موقع CageMatch worker (الإنجليزية)
- ترينت باريتا على موقع قاعدة بيانات المصارعة على الإنترنت (الإنجليزية)
- ترينت باريتا على موقع عالم المصارعة على الإنترنت (الإنجليزية)